# Mahi (rivier)

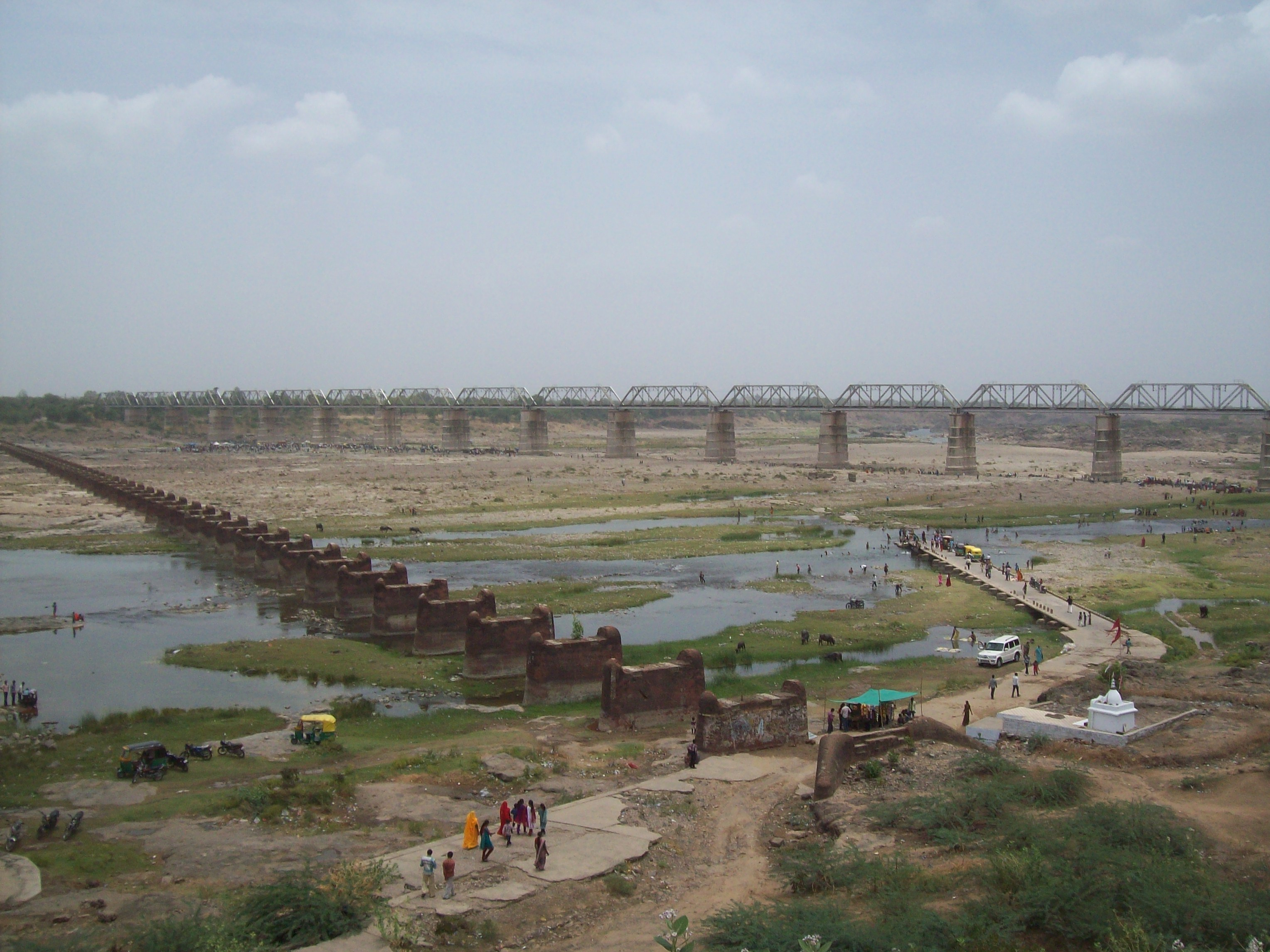
Oude en nieuwe spoorwegbrug over de Mahi bij Sevaliya

De Mahi is een rivier in West-India. De oorsprong ligt in Madhya Pradesh in het Vindhyagebergte. De rivier stroomt vandaar noordwaarts. Daarna komt de rivier in het zuidoosten de regio Vagad in Rajasthan binnen om vervolgens in noordelijke richting te stromen naar de noordgrens van Vagad, waar de Mahi vervolgens naar het zuidoosten afbuigt en de grens vormt tussen de districten Banswara en Dungarpur. In Gujarat vertakt de rivier zich in een brede delta, die uitmondt in de Golf van Khambhat. De totale lengte van de rivier is 500 kilometer. De rivier verzorgt de afwatering voor een gebied van ongeveer 40.000 vierkante kilometer.